# Koszt psychiczny pracy
Koszt psychiczny pracy (zwany także kosztem psychicznym uczestnictwa w danej organizacji) jest to energia psychiczna wydatkowana w trakcie pełnienia roli organizacyjnej. Na rolę organizacyjną składają się zachowania wymuszone umową o pracę, przepisami i poleceniami kierowniczymi, – czyli zachowania formalne - oraz inicjatywa własna zmierzająca do usprawnień innowacji, poprawy jakości, wydajności itp. Im więcej energii psychicznej pochłaniają zachowania formalne tym mniej jej zostaje na przejawianie inicjatywy. Psychiczny koszt pracy zwiększają sytuacje frustracyjne w miejscu pracy. Frustracja pochłania energię psychiczną i powoduje, że mniej energii może być przeznaczone na pełnienie roli organizacyjnej. Oznacza to, że pracownik ponoszący duży psychiczny koszt pracy będzie się ograniczał do tego co konieczne czyli do zachowań formalnych i unikał przejawiania inicjatywy. W codziennych sytuacjach organizacyjnych pracownicy ponoszący duży psychiczny koszt pracy postrzegają rzeczywistość, w taki sposób, aby móc uzasadnić swoją bierność. 
W badaniach nad aktywną zawodowo ludnością 13 miast polskich wyselekcjonowano osoby, które nigdy nie doświadczyły negatywnych doznań związanych z brakiem nagród za innowacje i usprawnienia. Osoby te nie miały powodu, żeby twierdzić, że kierownicy nie wynagradzają pracowników za usprawnienia i inicjatywę. Okazało się, jednak, że osoby ponoszące duży psychiczny koszt pracy częściej od pozostałych były skłonne twierdzić, że kierownicy na pewno nie wynagrodzą za inicjatywę. Koszt psychiczny jest ważniejszy dla sposobu postrzegania zachowań kierowniczych niż przeszłe doświadczenia danego pracownika. 

Inne badania zrealizowane w 14 przedsiębiorstwach pokazały przeciętny koszt psychiczny ponoszony przez pracowników poszczególnych przedsiębiorstw. W tych przedsiębiorstwach, w których przeciętny psychiczny koszt pracy był duży dominowały opinie, że stosunek kierowników i kolegów do racjonalizatorów i innowatorów jest niechętny lub wrogi. Okazało się także, że w ramach tych samych przedsiębiorstw, a nawet wewnątrz zespołów pracowniczych różnice w ponoszonym psychicznym koszcie pracy wiążą się z odmiennym postrzeganiem nastawienia kierowników i kolegów do racjonalizatorów i innowatorów..
Pracownicy różniący się poziomem ponoszonego psychicznego kosztu pracy odmiennie postrzegają te same sytuacje organizacyjne. Ci z nich, którzy ponoszą mały koszt psychiczny są bardziej optymistyczni i bardziej aktywni intelektualnie i behawioralnie. 
Koszt psychiczny wpływa na organizacje podobnie jak koszt finansowy, tyle, że w innej sferze. Wysoki poziom psychicznych kosztów pracy w danym przedsiębiorstwie może prowadzić do tak silnej blokady i oporu przeciwko zmianom, że ich wprowadzenie jest niemożliwe bez znacznej wymiany pracowników i kierowników.